# DIGIMON SONG BEST OF KOJI WADA
『DIGIMON SONG BEST OF KOJI WADA』（デジモン・ソング・ベスト・オブ・コウジ・ワダ）は、日本の歌手・和田光司のベストアルバム。

## 概要
- 和田の没後に発売された、デジモンシリーズの楽曲を集めた2枚目のベスト・アルバム[1][2][3][4][5][6]。
- 2016年7月31日にオリンパスホール八王子で開催された「DIGIMON ADVENTURE FES. 2016」の会場にて、定価1852円（本体価格）で限定販売された[1][2][3][4][5][6]。
- ジャケットには、和田がお気に入りだったというデジモン「エンジェモン」が描かれている[1][2][3][4][5][6]。
- 2021年4月24日、アニソン on VINYL 2021の一環でアナログ盤が発売された[7]。

## 収録曲
AiMとのデュエットである「an Endless tale」以外、ボーカルはすべて和田のソロである。
1. Butter-Fly
作詞・作曲:千綿偉功、編曲:渡部チェル
『デジモンアドベンチャー』オープニングテーマ・挿入歌[1][2][3][4][5][6]。
2. The Biggest Dreamer
作詞:山田ひろし、作曲・編曲:太田美知彦
『デジモンテイマーズ』オープニングテーマ[1][2][3][4][5][6]。
3. ターゲット〜赤い衝撃〜
作詞:松木悠、作曲・編曲:太田美知彦
『デジモンアドベンチャー02』オープニングテーマ・挿入歌[1][2][3][4][5][6]。
4. ヒラリ
作詞：和田光司、作曲:IKUO、編曲:SPM@
『デジモンセイバーズ』オープニングテーマ[1][2][3][4][5][6]。
シングル・バージョンは、アルバム初収録。
5. FIRE!!
作詞:山田ひろし、作曲・編曲:太田美知彦
『デジモンフロンティア』オープニングテーマ[1][2][3][4][5][6]。
6. an Endless tale 歌：和田光司&AiM
作詞:山田ひろし、作曲・編曲:太田美知彦
『デジモンフロンティア』エンディングテーマ[1][2][3][4][5][6]。
7. Butter-Fly (劇場サイズ#1)
8. With The Will
作詞:大森祥子、作曲・編曲:渡部チェル
『デジモンフロンティア』挿入歌[1][2][3][4][5][6]。
9. イノセント〜無邪気なままで〜
作詞:松木悠、作曲:千綿偉功、編曲:渡部チェル
『デジモンフロンティア』エンディングテーマ[1][2][3][4][5][6]。
10. Seven〜tri.Version〜
作詞・作曲:小山晃平、編曲:渡部チェル
『デジモンアドベンチャー tri.』(第2章)エンディングテーマ[1][2][3][4][5][6]。
アルバム初収録。
11. Butter-Fly〜tri.Version〜
作詞・作曲:千綿偉功、編曲:玉木千尋
『デジモンアドベンチャー tri.』主題歌[1][2][3][4][5][6]。
アルバム初収録。